# Демирли (дем Кушница)
Демирли (на гръцки: Σιδηροχώρι, Сидирохори, до 1926 година Δεμιρλή, Демирли) е село в Егейска Македония, Гърция, част от дем Кушница, област Източна Македония и Тракия.

## География
Селото е разположено южно от планината Кушница (Пангео) на 115 m надморска височина.

## История

### Етимология
Според Йордан Н. Иванов името е от турското demirli, „железен“, във връзка с процъфтяващата тук някога железна индустрия. Гръцкото име е преведено: Желязно село.

### В Османската империя
В края на XIX век Демирли е турско село в Правищка каза на Османската империя. В 1889 година Стефан Веркович („Топографическо-этнографическій очеркъ Македоніи“) пише за Демирли:
| „ | Димирлии, мюсюлманско село; има 1 джамия и 1 мюсюлманско училище. Жителите са турци юруци и се занимават със земеделие. От града е отдалечено на 3 часа разстояние. | “ |

Към 1900 година според статистиката на Васил Кънчов („Македония. Етнография и статистика“) в Демирли живеят 360 души, всички турци.

### В Гърция
Селото попада в Гърция след Междусъюзническата война в 1913 година. През 20-те години турското му население се изселва по споразумението за обмен на население между Гърция и Турция след Лозанския мир и на негово място са заселени гърци бежанци от Турция. В 1928 година селото е изцяло бежанско с 62 семейства с 265 души. Българска статистика от 1941 година показва 317 жители.
Населението произвежда традиционно тютюн, пшеница и се занимава и с краварство.
| Година    | 1913 | 1920 | 1928 | 1940 | 1951 | 1961 | 1971 | 1981 | 1991 | 2001 | 2011 | 2021 |
| --------- | ---- | ---- | ---- | ---- | ---- | ---- | ---- | ---- | ---- | ---- | ---- | ---- |
| Население | 249  | 213  | 287  | 310  | 318  | 301  | 337  | 270  | 257  | 221  | 189  | 171  |

## Личности
Починали в Демирли
- Панайотис Димарас (? - 1897), гръцки революционер